# IC 1142
IC 1142 — галактика типу Scd () у сузір'ї Змія.
Цей об'єкт міститься в оригінальній редакції індексного каталогу.